# Erica hirta
Erica hirta är en ljungväxtart som beskrevs av Carl Peter Thunberg. Erica hirta ingår i släktet klockljungssläktet, och familjen ljungväxter. Inga underarter finns listade i Catalogue of Life.